# Elektroenergetski sistem
Elektroenergetski sistem je mreža električnih delov, ki so namenjeni proizvodnji, prenosu, hrambi in porabi električne energije. Zaradi pomembnosti za sodoben svet velja za del kritične infrastrukture.
Primer elektroenergetskega sistema je električno omrežje, ki zagotavlja energijo na večjem področju. Električno omrežje se na grobo deli na: 
- generatorje, ki proizvajajo elektriko,
- prenosno omrežje, ki prenaša električno energije od proizvajalcev do večjih razdelilnih centrov in
- distribucijsko omrežje, ki prenaša električno energijo od razdelilnih centrov do porabnikov električne energije.

Manjši elektroenergetski sistemi se nahajajo tudi v sklopu večjih industrijskih obratih, bolnišnicah, večjih stanovanjskih objektih, ...
Večina teh sistemov uporablja trifazni izmenični sistem, ki je standard za prenos električne energije v sodobnem svetu. Specializirani elektroenergetski sistemi, ki se nahajajo v letalih, električnih lokomotivah, ladjah in avtomobilih, lahko uporabljajo druge sisteme.